# Llançament espacial

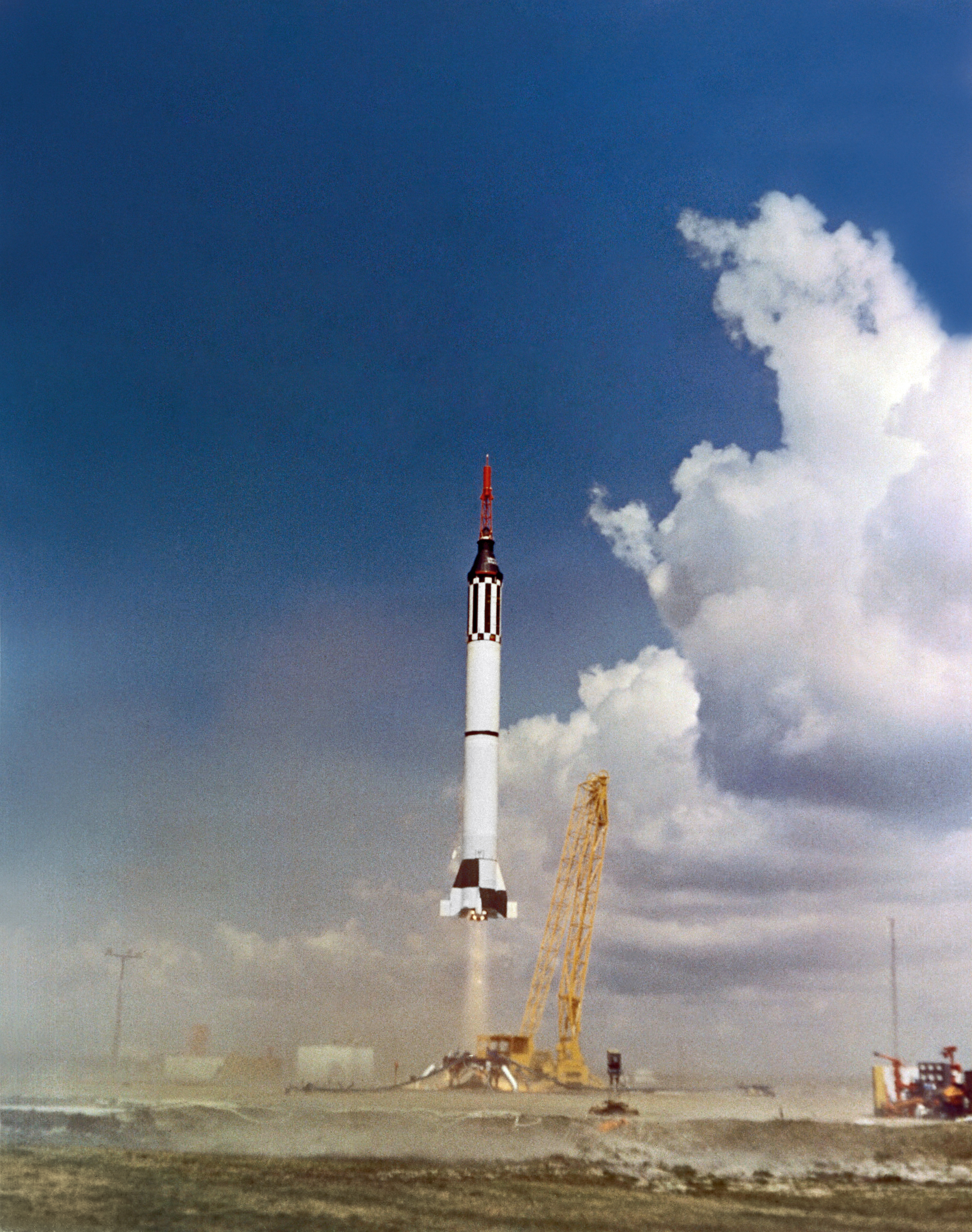
Llançament del Mercury-Redstone 2.

En astronàutica, el llançament és un procés per elevar un objecte o vehicle de la superfície d'un cos celeste a l'espai exterior. Normalment s'utilitza la incineració d'un coet, i amb més propietat, l'acció de vehicular una astronau fins a conferir-li la ubicació i la velocitat que requereix la seva missió.

## Preparació del llançament
Els llançaments espacials requereixen llargs i minuciosos preparatius i, en primer lloc, el càlcul de la trajectòria que ha de seguir el coet llançador. D'ella depèn, en efecte, el programa detallat dels equips electrònics que a bord regulen de forma automàtica el funcionament dels motors, provoquen la separació de les etapes ja utilitzades, desvien el doll dels gasos a fi que el llançador, que desenganxa verticalment, vagi incurbant la seva trajectòria, en l'adreça prevista, etc.
En general, l'enginy no pot ser llançat indistintament a qualsevol hora del dia (satèl·lits circunterrestres), en qualsevol dia del mes (exploració de la Lluna) o en qualsevol època de l'any (sondes espacials). Per a cada tipus de missió existeix un període propici, la durada del qual es xifra en minuts, hores o dies, segons el cas, i al com es dona el nom de finestra de llançament. Si, a causa de dificultats tècniques, s'incurrierra en un retard, el llançament és possible a condició d'adoptar una nova trajectòria que augmenta el consum en propergol. D'aquí es dedueix que, si el retard és important, serà necessari esperar que s'obri una nova finestra cosmica que permeti la millor utilització dels insumos amb què afronta la maquinària.

## Observació de llançaments
En els Estats Units, les dates de llançaments espacials són de públic coneixement, i sent disponibles amb mesos d'anticipació. Amb l'excepció de les dependències del programa transbordador, el complex per a visitants del centre espacial John F. Kennedy en Florida està obert per al públic general, per a l'observació de llançaments espacials d'aquest centre i de l'estació de la Força Aèria de Cap Canaveral. Aquest centre per a visitants es troba generalment a 10 km de l'àrea de llançament. Fora del centre espacial Kennedy, els millors llocs per apreciar els llançaments són les platges properes.
Els llançaments de Rússia des del Cosmòdrom de Baikonur al Kazakhstan són millor observats des de la ciutat de Baikonur.
Els llançaments de l'Agència Espacial Europea des del Centre Espacial de Guyana en la Guayana francesa són perfectament observables des de la ciutat de Kourou i les platges veïnes.

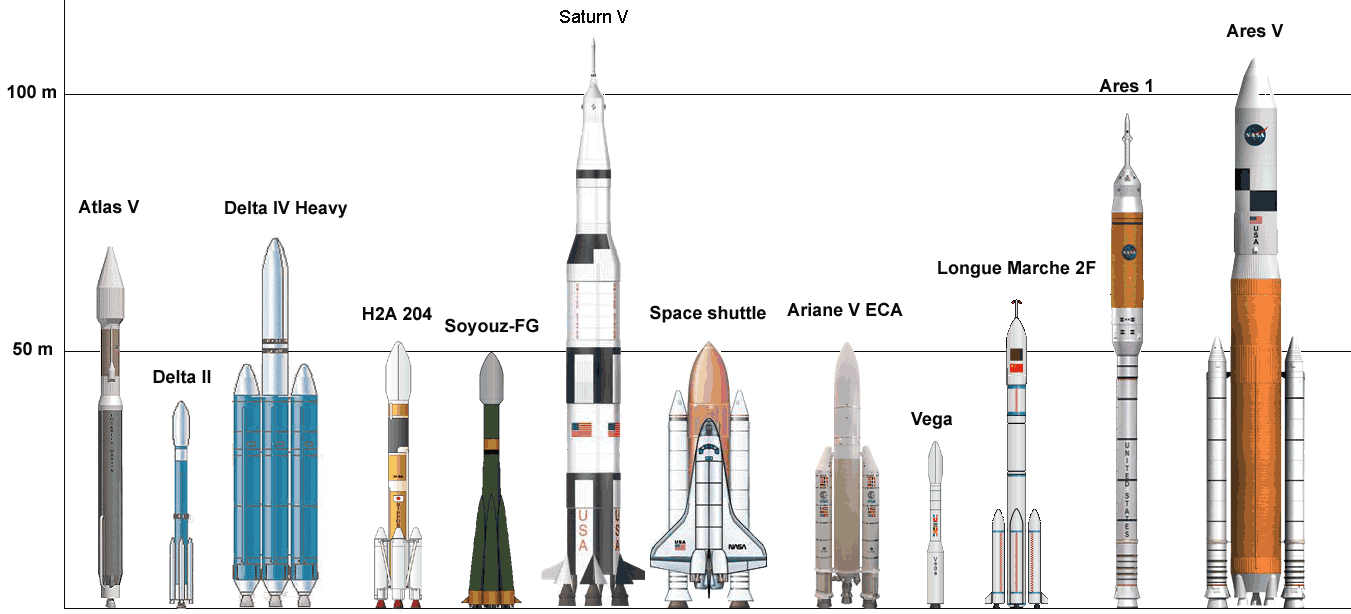
Un nombre de llançadors i transbordadors espacials en comparació de grandària, també de l'Ares I i V.